# Banco Africano de Desenvolvimento
Banco Africano de Desenvolvimento (BAD)  é um banco multinacional de desenvolvimento, criado em 1964, do qual são membros 53 países africanos. É financiado por 24 países europeus, americanos e asiáticos. Sua missão é fomentar o desenvolvimento econômico e progresso social na África.
Está sediado em Abidjan, na Costa do Marfim, mas suas atividades foram temporariamente transferidas para Túnis, desde setembro de 2003, após  a tentativa de golpe de estado de 2002 e o início da  guerra civil da Costa do Marfim.
O Grupo  Banco Africano de Desenvolvimento inclui também o Fundo Africano de Desenvolvimento (FAD), criado em 1972, e o Fundo Especial da Nigéria, criado pelo estado   nigeriano em  1976.

## Países membros

Países beneficiários do BAD
Países beneficiários do Fundo Africano de Desenvolvimento
Países beneficiários do BAD e do Fundo Africano de Desenvolvimento
Países membros não africanos

Países beneficiários do BAD:
- Argélia
- Angola
- Benim
- Botswana
- Burquina Fasso
- Burundi
- Camarões
- Cabo Verde
- República Centro-Africana
- Chade
- Comores
- República do Congo
- República Democrática do Congo
- Djibuti
- Egito
- Guiné Equatorial
- Eritreia
- Etiópia
- Gabão
- Gâmbia
- Gana
- Guiné
- Guiné-Bissau
- Quênia
- Lesoto
- Libéria
- Líbia
- Madagáscar
- Malawi
- Mali
- Mauritânia
- Ilhas Maurícias
- Marrocos
- Moçambique
- Namíbia
- Níger
- Nigéria
- Ruanda
- São Tomé e Príncipe
- Senegal
- Seicheles
- Serra Leoa
- Somália
- África do Sul
- Sudão
- Essuatíni
- Tanzânia
- Togo
- Tunísia
- Uganda
- Zimbabwe